# Digibesitas
Digibesitas is een vorm van gedragsverslaving die bestaat uit een overmatig gebruik en de afhankelijkheid van nieuwe media en technologieën.

## Ziektebeeld
De naam digibesitas is een samenstelling van digitaal en obesitas, en wordt ook wel gezien als welvaartsziekte veroorzaakt door de aanwezigheid van middelen die toegang tot internet geven. Voorbeelden hiervan zijn de smartphone, tablets, en computers. Wanneer iemand niet meer zonder dit middel kan, en de behoefte heeft om continu bezig te zijn op internet en sociale media, wordt ook wel gesproken van digibesitas. Digibesitas kan invloed hebben op het concentratievermogen en de productiviteit. Digibesitas kan worden vergeleken met socialbesitas, een gerichte term voor iemand die de neiging heeft om altijd op sociale media te kijken.
Experts op het gebied van verslaving waarschuwen voor de gevolgen van digibesitas door te veel digitale content en pleiten voor meer voorlichting en het bespreekbaar maken ervan.

## Oorzaken
Dikwijls start dit op jeugdige leeftijd en ondervindt de betrokkene er nog geen hinder van. Pas als andere bezigheden meer tijd gaan vragen wordt dit als een probleem ervaren, een handeling die ten koste gaat van andere activiteiten.
Enkele andere oorzaken voor digibesitas zijn:
- de algemene toename aan informatie
- een combinatie van veel en snelle content
- zoveel mogelijk informatie willen verwerken in een bepaalde tijdseenheid